# Giovanni Mauro
Giovanni Mauro (né le 21 juillet 1888 à Domodossola (Italie) et mort le 12 mai 1958 à Milan) est un dirigeant sportif et un arbitre italien de football.

## Biographie
Giovanni Mauro est le jeune frère de Francesco Mauro, qui fut président de la FIGC de 1915 à 1919 et de 1920 à 1921. Il fut lui aussi président de la fédération de 1923 à 1924 et de 1944 à 1946.  
Depuis 1925, la politique devint de plus en plus importante. Durant l’ère Mussolini, il essaya de protéger les arbitres et les institutions arbitrales indépendantes que possibles des autorités. Après la Guerre, il continua cette politique, et élimina tous les éléments fascistes au sein du corps arbitral, dans les clubs et devint un des pionniers de la Fédération.
En 1935, fut créé le Premio Giovanni Mauro, trophée récompensant le meilleur arbitre de la saison, qui existe toujours et est remis chaque année.

## Carrière
Giovanni Mauro officia en tant qu’arbitre de 1920 à 1928. Il a officié dans des compétitions majeures : 
- Jeux olympiques 1920 (1 match)
- Jeux olympiques 1928 (1 match)